# Zungen des Malteserordens
Zungen, im Sinne von Sprachen, hießen vom 14. bis zum 18. Jahrhundert die landsmannschaftlichen Gliederungen des Malteserordens.
Diese Form der Organisation entstand zu Beginn des 14. Jahrhunderts, als der Orden die Insel Rhodos in Besitz nahm. Sie wurde auf einem 1301 abgehaltenen Generalkapitel des Ordens beschlossen. Zunächst gab es sieben Zungen: Provence, Auvergne, Frankreich, Italien, Aragon (mit Navarra, Kastilien-Leon und Portugal), England (mit Schottland und Irland) und Deutschland (seit 1428; mit Polen und Ungarn). Im Jahr 1462 trennten sich Kastilien-Leon und Portugal von Aragon und bildeten eine eigene achte Zunge.
Durch die Reformation wurde die englische Zunge faktisch aufgelöst. Im 18. Jahrhundert wurde sie formal wiederbelebt und um Bayern, später auch um Russland erweitert.
Durch die Vertreibung des Ordens von Malta verloren die Zungen ihre Bedeutung. Die seit 1834 errichteten nationalen Assoziationen des Malteserordens sehen sich als Erben der Zungen.

## Organisation
Die Einteilung der Zungen entsprach nicht immer den Sprachgrenzen. So gehörten zum Beispiel zur deutschen Zunge auch alle Ritter aus den skandinavischen Ländern, sowie die aus Ungarn, Polen und Böhmen, während sich die französischen Ritter auf drei Zungen aufteilten.
Jeder Zunge war mindestens ein Großpriorat zugeteilt. Sie entsandten Ordensritter in das Generalkapitel, auch war jeder Zunge ein Teil der Befestigung auf Rhodos zur Verteidigung zugewiesen. Diesen Abschnitt musste jede Zunge ausreichend mit Rittern und Söldnern besetzen. Jede Zunge hatte dort ein eigenes Haus (Auberge), in dem sich ihre Angehörigen versammelten und die Mahlzeiten gemeinsam einnahmen. Auf Malta wurde später in ähnlicher Weise verfahren. Nicht zuletzt entrichteten die Zungen finanzielle Beiträge für die Verteidigung von Rhodos (ab 1530 Malta) gegen die Türken und für die Unterhaltung der Ordensflotte im Mittelmeer.

Außerdem wählte jede Zunge ein Oberhaupt (Pilier) in den Ordensrat (Konvent). Jedes hohe Amt war dem Pilier einer Zunge zugewiesen:

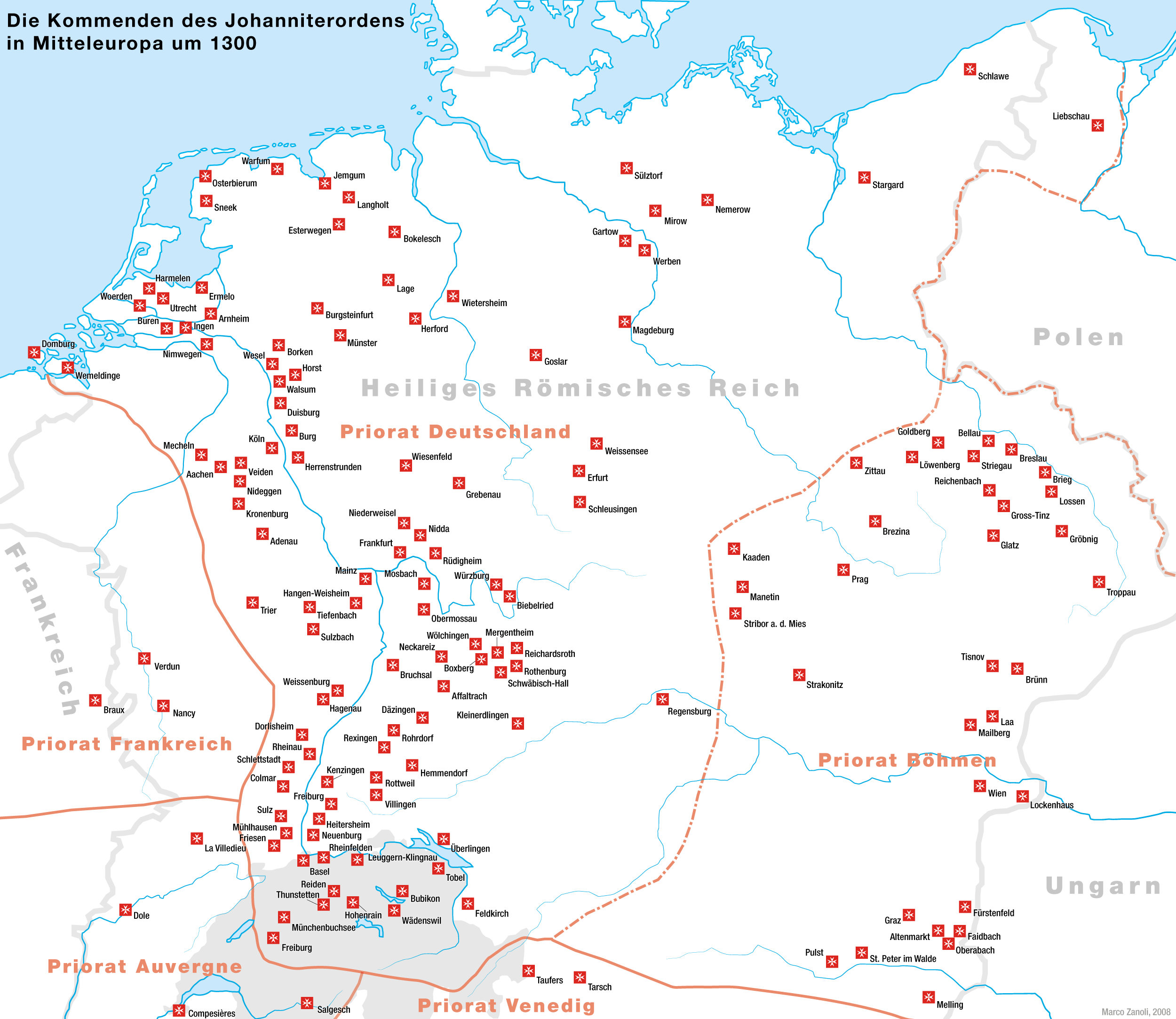
Teilansicht der Deutschen Zunge um 1300

1. Zunge der Provence: umfasste den Süden Frankreichs, mit zwei Großprioraten in Toulouse und Saint-Gilles. Der Pilier war Großkomtur (zuständig für Schatzkammer, Magazine und das Arsenal).
2. Zunge der Auvergne: Zentralfrankreich, mit dem Großpriorat Bourganeuf. Der Pilier war Großmarschall (Befehlshaber der Infanterie).
3. Französische Zunge: Großpriorat Frankreich, umfasste Nord- und Westfrankreich; 1317 geteilt in die Großpriorate Aquitanien (in Poitiers), Champagne und Frankreich. Der Pilier war Großhospitalier.
4. Italienische Zunge: mit den Großprioraten Messina, Barletta, Capua, Rom, Pisa, Lombardei und Venedig. Der Pilier war Großadmiral (Befehlshaber der Ordensmarine).
5. Spanische Zunge, ab 1462 Zunge von Aragon: die Iberische Halbinsel, mit Großprioraten Amposta, Katalonien, Kastilien und León (bis 1462), Navarra, und Portugal (bis 1462). Der Pilier war Großkonservator (Vorstand der inneren Verwaltung).
6. Englische Zunge: mit den Großprioraten England, Schottland und Irland. Im Zuge der Reformation de facto aufgelöst, 1780 mit dem Großpriorat Bayern als Englisch-Bayerische Zunge wiedergegründet, später um Polen und Russland erweitert. Der Pilier war Turcopolier (Befehlshaber der Reiterei).
7. Deutsche Zunge (seit 1428): mit den Großprioraten Böhmen, Deutschland, Dacia (Dänemark, Norwegen, Schweden und Rügen; durch die Reformation de facto aufgelöst), Polen und Ungarn (durch die Türkenkriege de facto aufgelöst). Der Pilier war Großbailli (Oberaufseher der Festungswerke).
8. Zunge von Kastilien-Leon und Portugal (seit 1462): die Großpriorate Kastilien-León und Portugal. Der Pilier war Großkanzler (Oberrichter).[2]

## Wappen
Die Zungen hatten entsprechend ihrer Herkunftsländer eigene Wappen:

Wappen der Zunge der Provence
Wappen der Zunge der Auvergne
Wappen der Französischen Zunge
Wappen der Englischen Zunge
Wappen der Deutschen Zunge
Wappen der Zunge von Kastilien, Leon und Portugal

## Bayern und Russland in der Englischen Zunge

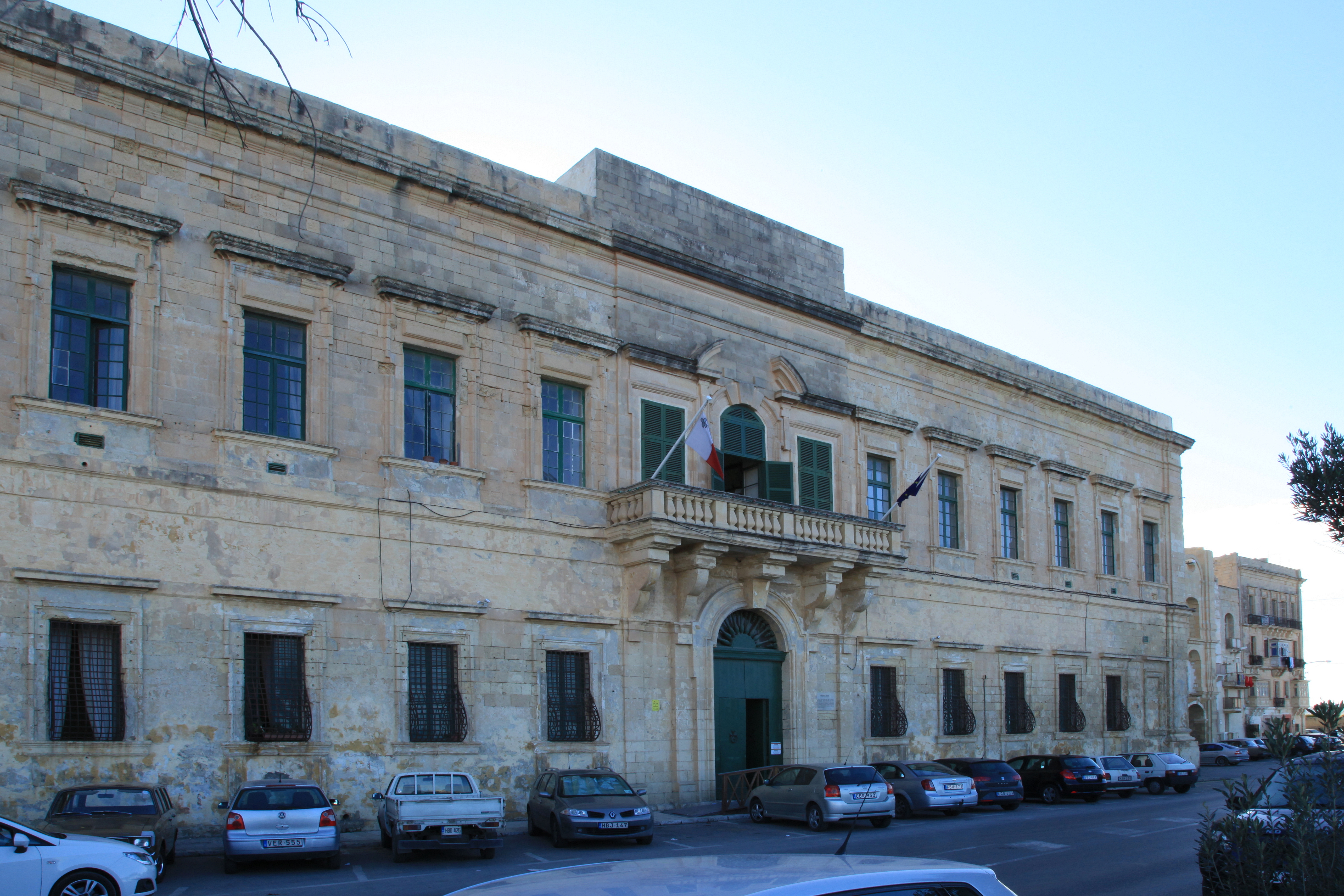
Auberge de Baviere, Sitz der englisch-bayerischen Zunge auf Malta

1780/82 gründete Kurfürst Karl Theodor von Bayern aus Teilen seines Besitzes zur Versorgung seines außerehelichen Sohnes Karl August von Bretzenheim (1768–1823) ein von der deutschen Zunge unabhängiges Großpriorat Bayern, das der neuen Englisch-Bayerischen Zunge angehörte.

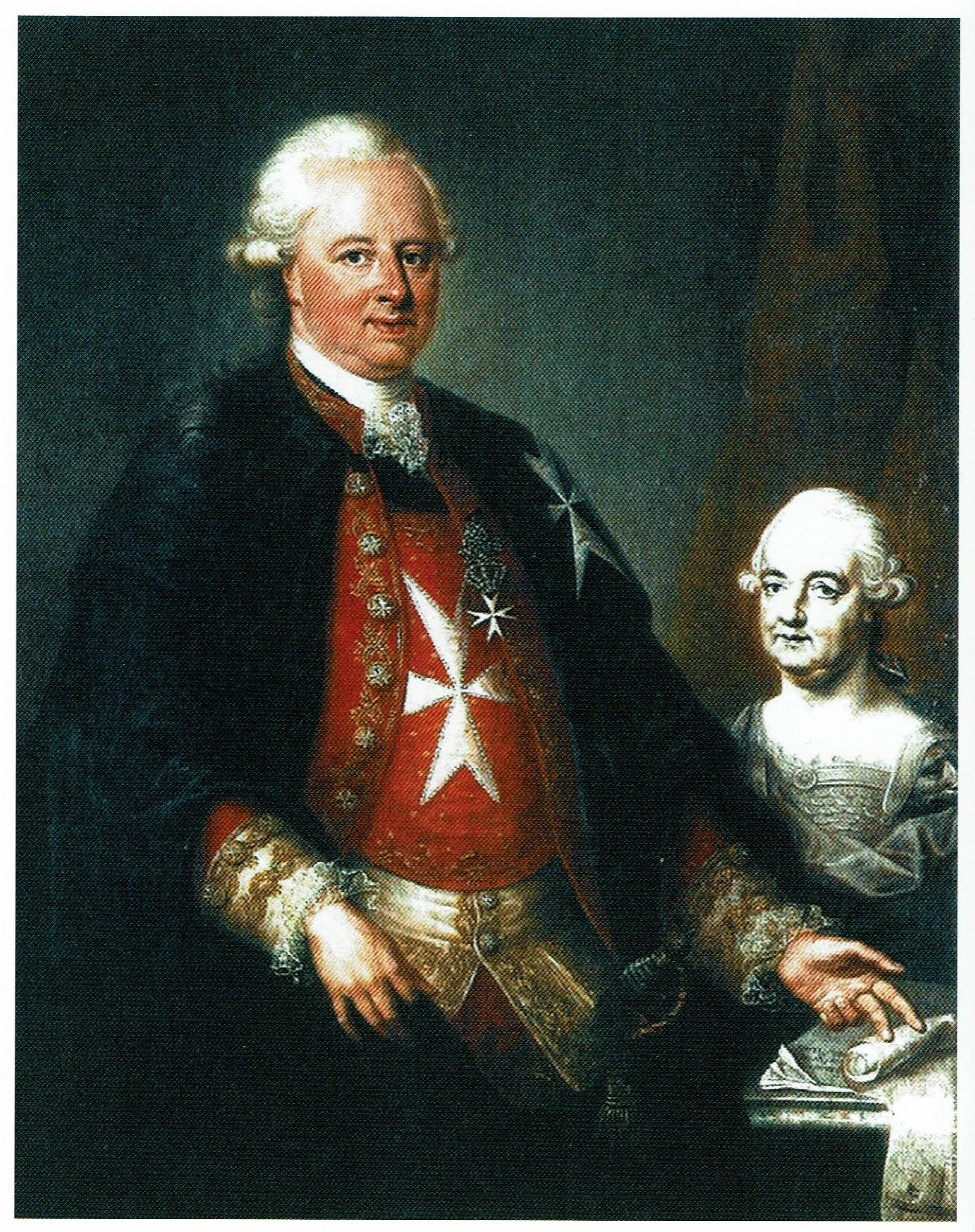
Johann Baptist von Flachslanden, Oberhaupt der „englisch-bayerischen“ Zunge 1782–1799

Formal war die Bildung eine Neubelebung der Englischen Zunge. Obwohl diese seit der Vertreibung des Ordens durch König Heinrich VIII. praktisch nicht mehr existierte, bestand der Orden auf ihrer rechtmäßigen Existenz. Eine neunte, bayerische Zunge zu schaffen, lehnte der Orden dagegen ab. Der britische König Georg III. erteilte seine Zustimmung zur Verbindung des neugeplanten Bayerischen Großpriorats mit der Zunge Englands und dem Namen „Englisch-Bayerische Zunge“. An der zwischen Dezember 1781 und April 1782 erfolgten offiziellen Gründung der Englisch-Bayerischen Zunge des Malteserordens waren maßgeblich der spätere Generalvikar des Bayerischen Großpriorates und Kardinal Johann Casimir Häffelin sowie Johann Baptist von Flachslanden beteiligt. Flachslanden wurde Pilier und damit Turcopolier, der sich auf Malta durch einen Lieutenant vertreten ließ. Er war auch Koadjutor Karl Augusts von Bretzenheim.

Die Zunge bestand zunächst nur aus dem Großpriorat Bayern. Die Französische Revolution und die Dritte Teilung Polens zwischen Österreich, Preußen und Russland 1795 änderte auch die Lage des Malteserordens. Zar Paul wurde Protektor des Großpriorats Polen und errichtete ein orthodoxes polnisch-russisches Großpriorat, das er 1797 durch Ordensbeschlüsse, also noch vor Eroberung Maltas durch Napoleon im Juni 1798, mit der Englisch-Bayerischen Zunge des Malteserordens verband.

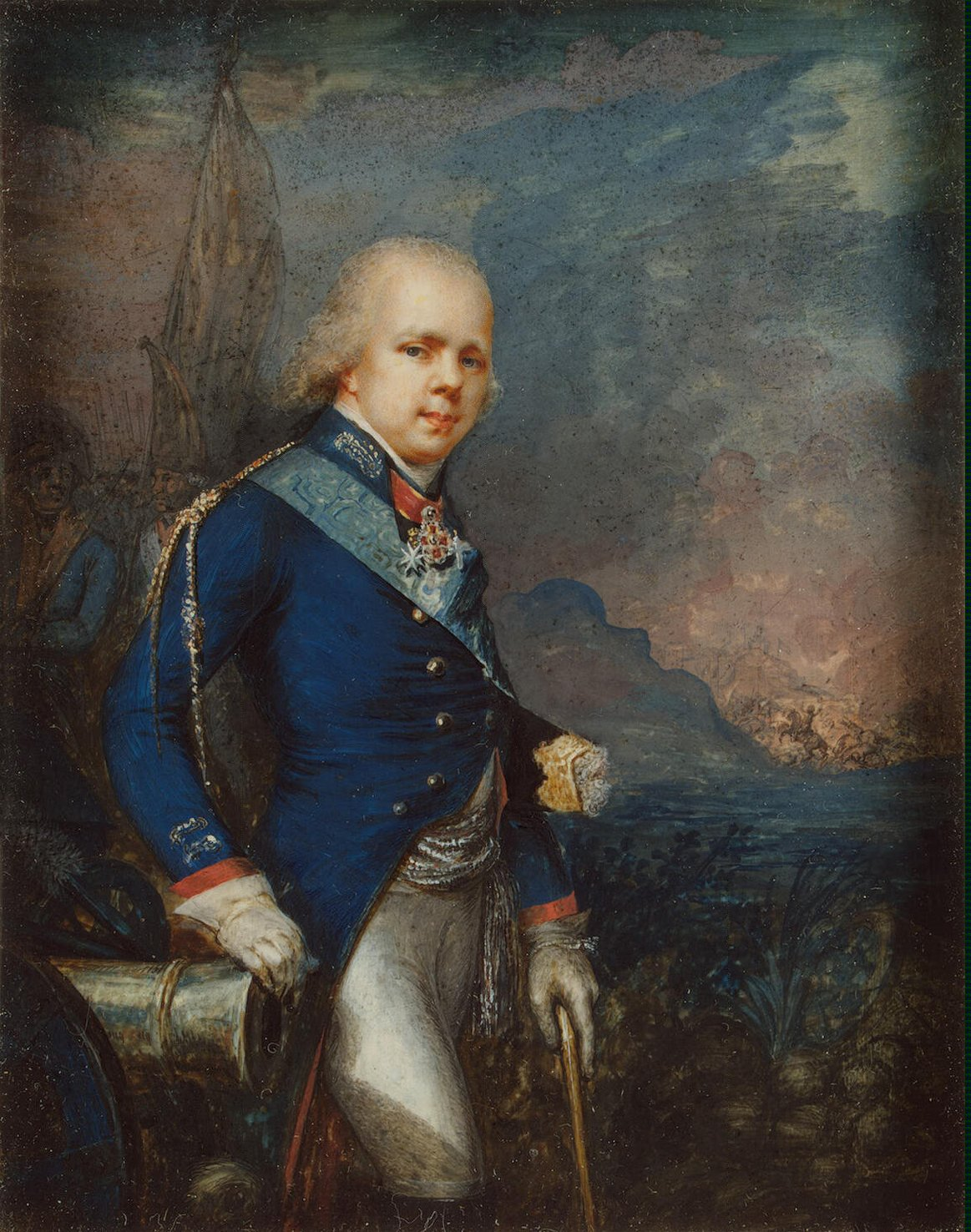
Großfürst Konstantin Pawlowitsch, Pilier der „englisch-bayerisch-russischen“ Zunge 1799–1802

1799 wurde das Großpriorat Bayern durch Maximilian Joseph von Bayern aufgehoben, kurz danach nach der Intervention Pauls von Russland aber wiedererrichtet. Neuer Großprior wurde der erst vierjährige Karl von Bayern, Flachslanden musste von den Ämtern des Piliers und Koadjutors zurücktreten und wurde Bailli in Neuburg. Neuer Pilier der „Englisch-Bayerisch-Russischen Zunge“ wurde Konstantin Pawlowitsch Romanow.
Die Rheinbund-Staaten beschlossen dann 1806 die Auflösung des deutschen Großpriorats und die Enteignung des gesamten Ordensbesitzes in seinen Mitgliedsländern. 1808 wurden die Malteserbesitzungen auch im Königreich Bayern säkularisiert.